# Pintor de las lécanes de Dresde
El Pintor de las lécanes de Dresde es el nombre común de un pintor ático de vasos del estilo de figuras negras, activo alrededor del 580-570 a. C. Emigró a Beocia y de hecho es idéntico al Pintor de Pájaros de Caballo de Beocia.
Su nombre convenido deriva de su nombre de vaso, una lécane en Dresde (Inv. ZV 1464). Un rasgo típico de sus obras son los frisos de animales, especialmente con sirenas; su ejecución ha sido caracterizada por John Boardman como una caricatura de las figuras del Pintor KX. Sus obras se han encontrado no solo en el Ática, sino también en Tarento, Esmirna y Ampurias (España).
La mayoría de sus vasos están hechos de una arcilla de color más claro que la habitual en los vasos áticos; lo que se explica por su emigración a Beocia, donde se utilizaba dicha arcilla. En Beocia, su estilo de pintura se volvió más tosco, pero su estilo específico con incisiones características y el uso de colores adicionales no deja dudas sobre la identidad del pintor. Su producción en Beocia era mucho más extensa que antes en Atenas. Se conocen más de 60 vasos suyos, la mayoría son alabastrones. Mantuvo su predilección por las sirenas. Sus obras fueron aparentemente todas descubiertas en Grecia, predominantemente en Beocia.